# Chaetosiphella longirostris
Chaetosiphella longirostris är en insektsart som beskrevs av Wieczorek 2008. Chaetosiphella longirostris ingår i släktet Chaetosiphella och familjen långrörsbladlöss. Inga underarter finns listade i Catalogue of Life.